# Noumea romeri
Noumea romeri is een zeenaaktslak die behoort tot de familie van de Chromodorididae. Deze slak komt voor in het westen van de Grote Oceaan voornamelijk voor de kust van Nieuw-Caledonië en Australië, op een diepte van 9 tot 10 meter.
De slak is roze tot paars gekleurd, met een fijne violette mantelrand. De kieuwen en de rinoforen zijn oranje. Ze wordt, als ze volwassen is, zo'n 20 mm lang. Ze voeden zich met sponzen.